# 天柱県
天柱県（てんちゅう-けん）は中華人民共和国貴州省黔東南ミャオ族トン族自治州に位置する県。県人民政府は鳳城街道に置かれている。重晶石が豊富に産出する。

## 歴史
秦代は黔中、漢代には牂牁郡の管轄区域とされ、隋代以降は誠州の管轄とされた。元代になると湖広行省武岡路綏寧県及び靖州路会同辺地とされた。
県域に初めて行政区画が設置されたのは1392年（洪武25年）、明朝による千戸所設置である。初めは鳳城、後に天柱と称された。1597年（万暦25年）に天柱県が設置される。1637年（崇禎10年）、県治が竜塘に移転したことにより竜塘県と改称されたが、まもなく県治は天柱に戻され、県名も天柱県に戻されている。
中華民国が成立すると1913年（民国2年）、当初は黔東道の管轄とされたが1923年（民国12年）には貴州省直轄、1935年（民国24年）には行政督察区制度の施行に伴い第10区（1936年に第7区に移管）の所管とされた。
中華人民共和国が成立すると1950年には鎮遠専区の管轄となり、1956年以降は黔東南ミャオ族トン族自治州に移管された。1958年に錦屏県に統合されたが、1961年に再び天柱県が分割されている。

## 行政区画
- 街道：鳳城街道、邦洞街道、社学街道
- 鎮：坪地鎮、蘭田鎮、甕洞鎮、高醸鎮、石洞鎮、遠口鎮、坌処鎮、白市鎮、渡馬鎮、江東鎮、竹林鎮
- 郷：注渓郷、地湖郷

## 交通

### 道路
- 高速道路
  - S15 松従高速道路
  - S84 天黄高速道路